# Каное
Каное (фр. Canohès) насеље је и општина у јужној Француској у региону Лангдок-Русијон, у департману Источни Пиринеји која припада префектури Перпињан.
По подацима из 2011. године у општини је живело 4871 становника, а густина насељености је износила 569,04 становника/km². Општина се простире на површини од 8,56 km². Налази се на средњој надморској висини од 71 метар (максималној 104 m, а минималној 54 m).

## Демографија
| 1962. | 1968. | 1975. | 1982. | 1990. | 1999. | 2011. |
| ----- | ----- | ----- | ----- | ----- | ----- | ----- |
| 1.210 | 1.512 | 2.131 | 2.908 | 3.568 | 4.349 | 4.871 |

График промене броја становника у току последњих година